# Novos Baianos
I Novos Baianos sono stati un gruppo rock brasiliano nato a Salvador, Bahia, attivo tra il 1969 e 1979. Hanno marcato la musica musica popolare brasiliana e il rock brasiliano degli anni 70, utilizzando vari ritmi musicali brasiliani che passano dalla bossa nova, frevo, baião, choro, afoxé sino al rock n' roll. Il gruppo ha registrato otto dischi che hanno segnato la storia della MPB. Influenzati soprattutto dai movimenti della controcultura e dall'emergente Tropicália. Il gruppo era composto Moraes Moreira (compositore, voce e chitarre), Baby Consuelo (voce), Pepeu Gomes (chitarre), Paulinho Boca de Cantor (voce), Dadi (basso) e Luiz Galvão (testi) tra gli altri. Il loro secondo album, Acabou Chorare è stato eletto per la rivista Rolling Stone brasiliana come il miglior disco della storia della musica del paese nell'ottobre del 2007.

## Storia

### Formazione e albori
La storia del gruppo ha inizio nel 1969 con lo spettacolo "Lo sbarco degli animali dopo il Diluvio Universale, nel Teatro Villa Velha di Salvador, dove per la prima volta insieme, si sono conosciuti Luiz Galvao, un agronomo, Paulinho Boca de Cantor, ex crooner dell'Orquestra Avanço, popolare nelle notti di Salvador, Moraes Moreira, l'unica non baiana del gruppo, la carioca di Niterói Baby Consuelo e Pepeu Gomes. Moraes Moreira è stato presentato a Tom Zé, che era amico di Galvao. Baby Consuelo conosce Moraes e Galvão in un bar, mentre trascorreva le ferie a Salvador. Più tardi Paulinho Boca de Cantor conosce i tre e si unisce a loro. Dei membri che più tardi avrebbero formato il gruppo, solo Pepeu Gomes era un musicista e aveva un passato in diverse band. Nella presentazione in concerti e registrazione in studio, il gruppo inizialmente era un quartetto accompagnato dal gruppo 'Os Leifs' che successivamente ha cambiato il proprio nome per A Cor do Som, del quale facevano parte il bassista Dadi, il percussionista/batterista José Roberto Martins Macedo, il chitarrista Pepeu Gomes e suo fratello il batterista Jorginho Gomes. Pepeu Gomes si è sposato con la cantante del gruppo, Baby Consuelo, ed ha così preso parte definitivamente al gruppo e al fianco de Moraes Moreira, collabora in maniera definitiva come arrangiatore musicale della band. Nel 1969 si iscrivono al V Festival della musica popular brasileira con la canzone "De Vera" . 
Il nome è sorto in occasione di una presentazione nel canale televisivo Rede Record, quando ancora senza un nome definitivo per la band, il coordinatore del Festival, Marcos Antonio Riso, gridò "chiama questi nuovi baiani (in portoghese Novos Baianos)". I Novos Baianos non sono mai stati controllati da case discografiche e procuratori, tant'è che quando sono stati a São Paulo, si sono presentati loro direttamente in diversi programmi televisivi, allungando la loro permanenza nella metropoli brasiliana.

### Gli anni migliori
Il primo manager della band fu Marcos Lázaro e la loro prima casa discografica fu la RGE, dove lanciarono il single "De Vera"/"Colégio de Aplicação" e nel 1970 il loro primo LP, intitolato É Ferro na Boneca che oltre a portare la canzone del loro single e una grande miscela di vari generi, fu la colonna sonora dei film "Caveira My Friend" e "Meteorango Kid". Nonostante tutto, il numero di copie vendute del disco non è stato alto. Con la squalificazione della canzone "De Vera" dal "Festival da Record", la band decidono di andare a Rio De Janeiro. Nel 1971 registraronno il loro secondo single "Volta que o Mundo dá" e hanno ricevuto la visita di João Gilberto che veniva ad influenziarli con il samba. Dopo la grande fusione di vari generi musicali appartenenti alla cultura brasiliana, indicato per João Gilberto e la chitarra di Pepeu Gomes, sorge il più consistente e ricordato album del gruppo, Acabou Chorare, registrato con la Som Livre nel 1972.

## Componenti
- Moraes Moreira - voce e chitarra acustica
- Baby Consuelo - vocali e percussioni
- Pepeu Gomes - chitarra
- Paulinho Boca de Cantor - vocali
- Dadi - basso
- Luiz Galvão - compositore

## Discografia

Novos Baianos, 1972.

### Album in studio
- 1970 - É Ferro na Boneca
- 1972 - Acabou Chorare
- 1973 - Novos Baianos F.C.
- 1974 - Novos Baianos
- 1974 - Vamos pro Mundo
- 1976 - Caia na Estrada e Perigas Ver
- 1977 - Praga de Baiano
- 1978 - Farol da Barra
- 1997 - Infinito Circular

### Singoli
- 1969 - Colégio de Aplicação/De Vera
- 1970 - Volta que o Mundo dá
- 1971 - Psiu/29 Beijos e Globo da Morte/Mini Planeta Íris (Compacto Duplo)
- 1971 - Dê um rolê/Você me dá um disco? e Caminho de Pedro/Risque (Compacto Duplo)
- 1973 - No Tcheco Tcheco/Boas Festas
- 1973 - A Minha Profundidade/ O Prato e a Mesa
- 1976 - Ninguém segura este País/Ovo de Colombo